# Stazione di Ponte Tresa (Svizzera)
La stazione di Ponte Tresa è la stazione ferroviaria capolinea della ferrovia Lugano-Ponte Tresa. Serve l'omonimo centro abitato.
Non va confusa con l'omonima stazione italiana, posta immediatamente oltre il confine e chiusa all'esercizio nel 1953.

## Movimento
La stazione è capolinea occidentale dei treni della linea S60 della rete celere ticinese, cadenzati a frequenza quartioraria (ogni 15 minuti) nei giorni feriali e semioraria (30 minuti) in quelli festivi.